# Singapore Amateur Radio Transmitting Society
Die Singapore Amateur Radio Transmitting Society (SARTS), deutsch „Singapurischer Amateurfunkverband“, ist die nationale Vereinigung der Funkamateure in Singapur.

## Geschichte
Die SARTS ist eine gemeinnützige Organisation, die den Interessen von Funkamateuren in Singapur dient. Sie wurde am 26. August 1968 gegründet. Zu ihren Zielen gehört:
- die Förderung von Theorie und Praxis der Funktechnik,
- die Erleichterung des Informations- und Ideenaustauschs hierzu zwischen ihren Mitgliedern,
- das Abhalten von Seminaren und Diskussionstreffen zum Thema,
- die Vertretung ihrer Mitglieder gegenüber nationalen und internationalen Behörden und Organisationen.[2]

Die SARTS ist Mitglied in der International Amateur Radio Union (IARU Region 3), der internationalen Vereinigung von Amateurfunkverbänden, und vertritt dort die Interessen der Funkamateure des Landes.